# 东亚蝗莺
为鶲科蝗莺属的鸟类，分布于中国、日本、朝鲜、韩国和俄罗斯。在中国大陆，分布于江苏、福建、广东等地。
东亚蝗莺体重约20克，翼长约70毫米，嘴峰长约17.6毫米，喙宽度约3.2毫米，喙厚度约4.1毫米，跗蹠长约23.9毫米，尾长约65毫米。东亚蝗莺是部分迁徙的鸟类，其栖息在开放的湖泊、沼泽等湿地环境中，食性为肉食性，主要食物来源是陆生无脊椎动物。